# Charles Haskell
Charles Nathaniel Haskell (13 mars 1860 - 5 juillet 1933) était un avocat, homme d'affaires et homme politique américain qui fut le premier gouverneur de l'Oklahoma de 1907 à 1911. 

## Biographie
Délégué à la convention constitutionnelle de l'Oklahoma en 1906, il joua un rôle crucial dans la rédaction de la Constitution de l'État et obtint son admission aux États-Unis comme 46e État en 1907. Homme d'affaires éminent à Muskogee, il contribua à l'importance de la ville qu'il a représenté en tant que délégué à la convention d'Oklahoma et à une convention antérieure qui était une tentative ratée de créer un État américain de Sequoyah.
Au cours de la convention constitutionnelle de l'Oklahoma, Haskell a réussi à faire pression pour l'interdiction du droit de vote des femmes dans la Constitution de l'Oklahoma. En tant que gouverneur, il fut à l'origine du transfert de la capitale de l'État à Oklahoma City, de la création d'écoles et d'organismes publics, de la réforme du système carcéral territorial et de l'application de la prohibition.
Il est décédé d'un accident vasculaire cérébral en 1933.

## Source
- (en) Cet article est partiellement ou en totalité issu de l’article de Wikipédia en anglais intitulé « Charles N. Haskell » (voir la liste des auteurs).